# Радомысельский, Израиль Давидович
Изра́иль Дави́дович Радомысельский (6 мая 1914, Житомир — 29 января 1986, Киев) — советский ученый в области порошковой металлургии и металловедения, доктор технических наук (с 1972 года), профессор (с 1972 года), Заслуженный деятель науки УССР (с 1975 года). Лауреат Государственной премии УССР (1973) и премии Совета Министров СССР в области науки (1981).

## Биография
Родился 23 апреля (6 мая) 1914 года в Житомире. В 1939 году окончил Киевский индустриальный институт, работал на промышленных предприятиях Киева и Новосибирска, директором техникума в Новосибирске. С 1948 года по 1955 год работал в Институте чёрной металлургии АН УССР. С 1955 года работал в Институте проблем материаловедения АН УССР.
Умер 29 января 1986 года. Похоронен в Киеве на Байковом кладбище.

## Публикации
Основные труды в области теории восстановления окислов металлов, устойчивости против износа, а также создание высокопрочных конструкционных порошковых материалов. Разработал технологии получения железных и легированных порошков, а также многих материалов с заданными свойствами. Разработанная под руководством Израиля Давыдовича технология производства порошков и изделий из них послужила основой для создания одного из крупнейших в Европе завода порошковой металлургии в городе Броварах.
Некоторые из книг:
- «Пресс-формы для порошковой металлургии: расчет и конструирование». Киев, 1970 (в соавторстве);
- «Конструкционные порошковые материалы». Киев, 1985 (в соавторстве);
- «Получение легированных порошков диффузионным методом и их использование». Киев, 1988 (в соавторстве с С. Г. напара-Волгиной).